# 1980 à la télévision
| Années de la télévision : 1977 - 1978 - 1979 - 1980 - 1981 - 1982 - 1983    |
| Décennies de la télévision : 1950 - 1960 - 1970 - 1980 - 1990 - 2000 - 2010 |

Cet article présente les faits marquants de l'année 1980 à la télévision.

## Émissions
- 11 février : Première de l'émission Croque-vacances sur TF1.
- 28 juin : Dernière de l'émission Monsieur Cinéma sur Antenne 2.

## Séries télévisées
- Tom Sawyer (série télévisée d'animation)
- Petit déjeuner compris, série en six épisodes de Michel Berny sur TF1.
- La Vie des autres.
- Arok le barbare

## Distinctions

### Emmy Award(États-Unis)
- Meilleur feuilleton ou série dramatique : Lou Grant
- Meilleure série d'humour : Taxi
- Meilleure actrice dans un feuilleton ou une série dramatique : Barbara Bel Geddes pour le rôle d'Eleanor Ewing dans Dallas
- Meilleur acteur dans un feuilleton ou une série dramatique : Edward Asner pour le rôle de Lou Grant dans Lou Grant
- Meilleure actrice dans une série comique : Cathryn Damon pour le rôle de Mary Campbell dans Soap
- Meilleur acteur dans une série comique : Richard Mulligan pour le rôle de Burt Campbell dans Soap

## Principales naissances
- 20 février : Yoann Sover, comédien et animateur de télévision français.
- 26 avril : Jordana Brewster, actrice américano-brésilienne.
- 16 juin : Justine Fraioli, actrice, journaliste et animatrice de télévision française.
- 20 juillet : Enora Malagré, chroniqueuse et animatrice de télévision et de animatrice de radio française.
- 3 août : Hannah Simone, actrice, présentatrice TV et mannequin Anglo-canadienne.
- 22 septembre : Norbert Tarayre, cuisinier, animateur de télévision et humoriste français.
- 21 octobre : Kim Kardashian, femme d'affaires, productrice et animatrice de télévision américaine.
- 28 octobre : Jérémy Michalak, chroniqueur, producteur, animateur TV et radio français.
- 4 novembre : Marcy Rylan, actrice américaine.
- 16 novembre : Alexa Havins, actrice américaine.

## Principaux décès
- 7 janvier : Sarah Selby, actrice américaine (° 30 août 1905).
- 27 février : George Tobias, acteur américain (° 14 juillet 1901).
- 5 mars : Jay Silverheels, acteur canadien (° 26 mai 1912).
- 29 avril : Alfred Hitchcock, réalisateur britannique (° 13 août 1899).
- 22 août : Max-Pol Fouchet, poète, écrivain, critique d'art et homme de télévision français (° 1er mai 1912).
- 12 juin : Milburn Stone, acteur américain (° 5 juillet 1904).
- 3 septembre : Duncan Renaldo, acteur roumaine naturalisé américain (° 23 avril 1904).
- 1er novembre : Victor Sen Yung, acteur américain (° 18 octobre 1915).
- 7 novembre : Steve McQueen, acteur américain (° 24 mars 1930).